# Garreta morosus
Garreta morosus är en skalbaggsart som beskrevs av Leon Fairmaire 1886. Garreta morosus ingår i släktet Garreta och familjen bladhorningar. Inga underarter finns listade i Catalogue of Life.